# Dáné István
Dáné István (Nagykend, 1817 – Szászváros, 1875. július 4.) református lelkész, gimnáziumi igazgató.

## Élete
Székelyudvarhelyen kezdte tanulmányait, 1836-tól pedig Nagyenyeden folytatta. 1843-ban külföldre indult, 1845-ben tért vissza, és Illyefalván lett lelkész. Az 1848–49-es szabadságharc során tábori lelkészként részt vett Háromszék védelmében, ezért halálra ítélték, de utóbb az ítéletet börtönre változtatták. Szabadulása után 1854 májusáig nem volt állása, ekkor Vajdahunyadra, 1855-ben pedig Dévára választották lelkésznek. 1859-től Szászvárosban szolgált, 1869-ben hunyadi egyházmegye esperese lett. Tanára, később igazgatója volt a szászvárosi gimnáziumnak.

## Munkái
- Az emberi kisértések. Előadva egy zsinati beszédben. Gyula, 1858. (zsinati prédikáció)
- Miként lesz az igaznak emlékezete áldott? Előadá… gr. Gyulai István altábornagy-kamarás halálának százados emlékünnepén a marosnémeti grófi kastélyban 1858. okt. 13. Arad, 1859.
- A vajdahunyadi Zarándival egyesült egyházmegye és azon egyházmegyébeni egyházak történelme. (Az Erdélyi Reformata Anyaszentegyház Névkönyvében, 1863)